# Tropidion brunniceps
Tropidion brunniceps là một loài bọ cánh cứng trong họ Cerambycidae.